# Gare de Grevenmacher
La gare de Grevenmacher était une gare ferroviaire luxembourgeoise de la ligne d'Ettelbruck à Grevenmacher, située à proximité du centre-ville de Grevenmacher, dans le canton de Grevenmacher.
Elle est mise en service en 1891 par la Société anonyme luxembourgeoise des chemins de fer et minières Prince-Henri. La gare ferme en 1963, en même temps que la section de Grevenmacher à Echternach de la ligne.

## Situation ferroviaire
Établie à 136 mètres d'altitude, la gare de Grevenmacher était située au point kilométrique (PK) 55 de la ligne d'Ettelbruck à Grevemacher, dont elle était l'aboutissement, après la gare de Mertert.

## Histoire
La station de Grevenmacher est mise en service le 25 novembre 1891 par la Société anonyme luxembourgeoise des chemins de fer et minières Prince-Henri lors de l'ouverture de la section de Wasserbillig à Grevenmacher de la ligne d'Ettelbruck à Grevenmacher.
Gare terminus, elle était de fait relativement importante.
La gare est fermée le 24 mars 1963, en même temps que la section de Grevenmacher à Echternach de la ligne d'Ettelbruck à Grevenmacher.

## Service des voyageurs
Gare fermée le 24 mars 1963. Il ne reste plus aucun vestige de la gare, les emprises ferroviaires ont été réutilisées par la route nationale 10 ainsi que par plusieurs bâtiments, dont celui de l'office du tourisme. La rue du Quartier et la rue Victor-Prost délimitent les anciennes emprises de la gare.